# Битка код Мегалополиса
Битка код Мегалополиса вођена је 331. или 330. п. н. е. између македонске војске Антипатера и спартанске војске под Агисом IIΙ. Завршена је поразом Спарте.

## Увод
Спарта је била једини грчки полис који није признао македонску хегемонију након Херонејске битке и није се прикључила свехеленском савезу. Спартански краљ Агис је започео преговоре са персијским сатрапима Фарнабазом и Аутофрадатом предлагавши да подигне устанак чиме би задржао македонске снаге у Грчкој. Од Персије је добио само 50 таланата злата и 10 бродова, али их је вешто искористио организујући најамничку војску од 8000 људи и освојивши Крету.
Агис је у лето 331. п. н. е. искористио побуну Трачана како би подигао устанак коме су се прикључили Елида, Ахаја и Аркадија. Македонији је остао веран једино Мегалополис. Агис је на почетку имао успеха. Поразио је македонског генерала Корага, команданта гарнизона у Коринту.
Македонски регент Антипатер, увидевши опасност од Спартанаца, склопио је мир са Трачанима и окупио велику војску коју су углавном чинили Трачани, Илири и други најамници. Придружио му се и велики број грчких савезника.

## Битка
Антички извори наводе како је спартанска војска, у којој су се налазили и ветерани битака са Александром Македонским, била знатно слабија по бројности људства. Агис и његови Спартанци су, на почетку, успели да пробију македонске линије, али је на крају до изражаја ипак дошла бројчана надмоћност Македонаца. Спартанци су поражени, а краљ Агис је погинуо. Тако је завршен најозбиљнији устанак у Грчкој против македонске власти. Александар Велики, заузет походима на истоку, није предузимао казнену експедицију против Спарте.